# نهر تاجة

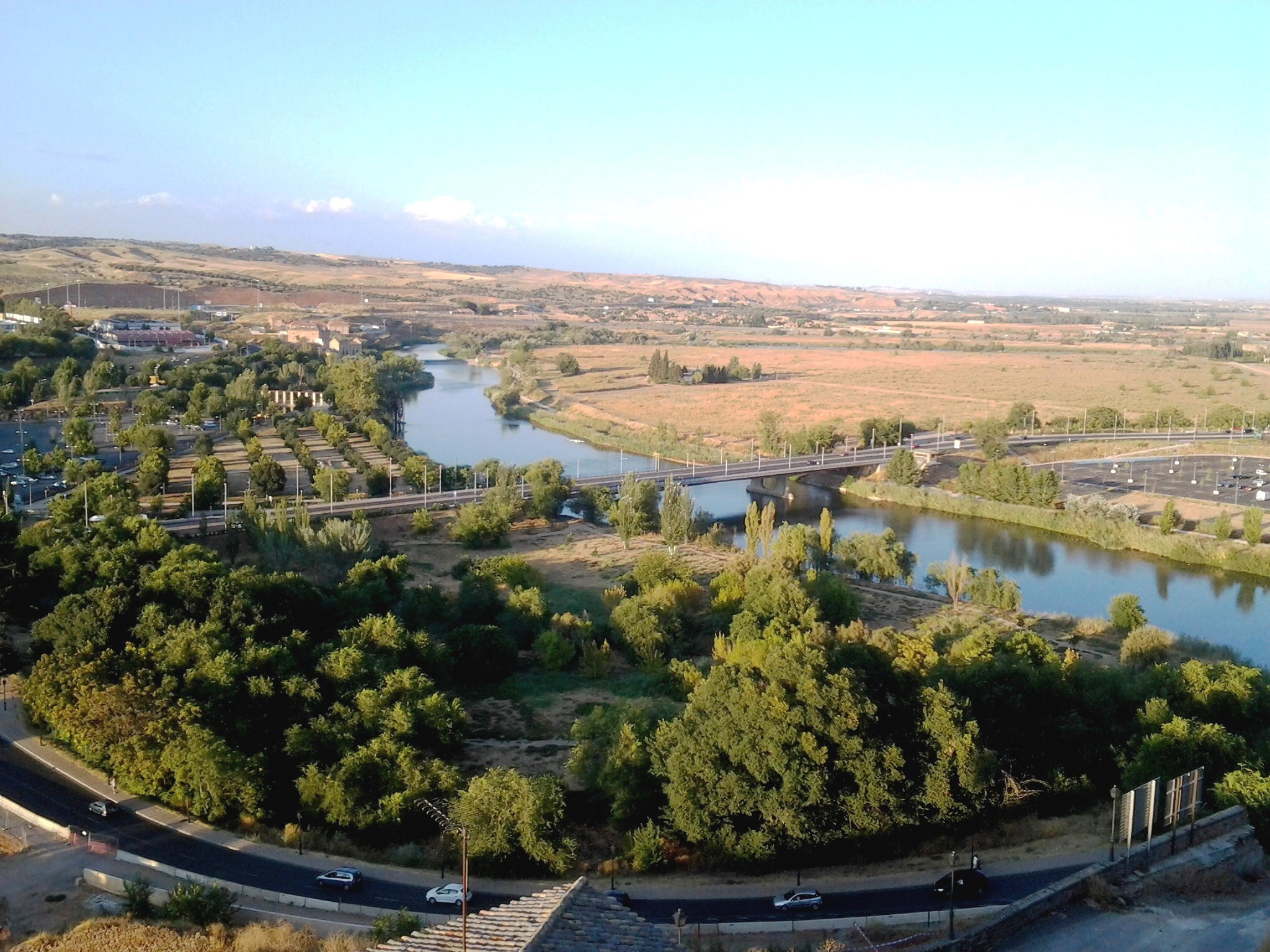
نهر تاجة في طليطلة.

تاجُه (بالإسبانية: Tajo تاخو)‏ نهر يجري بشبه الجزيرة الإيبيرية ويمر بكل من إسبانيا والبرتغال. ينبع تاجه بجبال ابن رزين بتيروال بمنطقة أراغون.
يعبر تاجه العديد من المدن منها: آرنخويث، طليطلة، طلبيرة، قنطرة السيف، في إسبانيا وشنترين ولشبونة في البرتغال. نهر تاجُه هو أطول الأنهار في إيبريا. وطوله 1038 كلم، منها 716 كلم في إسبانيا، و47 كلم على الحدود بين إسبانيا والبرتغال وباقي 275 كلم في البرتغال. تاجه يسقي مساحة 80100 كيلومتر مربع. اليوم ينظم سد قنطرة السيف تدفق النهر بشكل كبير. من روافده نهر الغُدُر ونهر وادي الرملة.

## أعلام
- أفونسو، أمير البرتغال